# Bulletin du Centre de recherche français à Jérusalem
Bulletin du Centre de recherche français à Jérusalem (anciennement de Jérusalem) est une revue scientifique pluridisciplinaire consacrée à la recherche sur le Proche-Orient. 
La revue bilingue présente les travaux des membres du Centre de recherche français à Jérusalem et de leurs collègues israéliens dans les domaines des sciences humaines et sociales et selon trois axes majeurs : archéologies et sciences de l’Antiquité ; les traditions (histoire, religions, savoirs) ; Israël et l’espace israélo-palestinien contemporain.
 Bulletin du Centre de recherche français à Jérusalem est une revue disponible en accès libre sur le portail OpenEdition Journals.